# Eriocottis hispanica
Eriocottis hispanica is een vlinder uit de familie Eriocottidae. De wetenschappelijke naam is voor het eerst geldig gepubliceerd in 1988 door Zagulajev.
De soort komt voor in Europa.